# Patrick Gaillard
Patrick Jean Gaillard (* 12. Februar 1952 in Paris) ist ein ehemaliger französischer Formel-1- und Sportwagenrennfahrer. Er startete in zwei Grand-Prix-Rennen für das Team Ensign; dreimal konnte er sich nicht qualifizieren.

## Karriere
Nach guten Leistungen in der französischen Formel Renault und der Formel 3 erhielt Gaillard 1979 ein Cockpit in der Formel 2 und noch im selben Jahr einen Platz in der Formel 1 im britischen Team Ensign, der nach unbefriedigenden Leistungen des Fahrers Derek Daly frei geworden war. Allerdings war der Ensign N179 kein konkurrenzfähiges Auto, sodass sich Gaillard in seiner Karriere nur für zwei Grand Prix qualifizieren konnte. Seine einzige Zieldurchfahrt war beim Großen Preis von Großbritannien auf Platz 13. Nach diesen Resultaten und nachdem er die Qualifikation für den Großen Preis der Niederlande verfehlt hatte, musste Gaillard sein Cockpit zugunsten von Marc Surer räumen. In den folgenden Jahren gelang es ihm nicht, in die Formel 1 zurückzukehren.
Nach seinem Einsatz in der Formel 1 fuhr Gaillard wieder in der Formel 2, in der kanadischen CanAm-Serie und bei den 24 Stunden von Le Mans.

## Statistik

### Formel-1-Ergebnisse
| Jahr | Team        | Wagen       | Motor       | 1   | 2   | 3   | 4   | 5   | 6   | 7   | 8       | 9      | 10      | 11      | 12      | 13  | 14  | 15  | WM  | Punkte |
| ---- | ----------- | ----------- | ----------- | --- | --- | --- | --- | --- | --- | --- | ------- | ------ | ------- | ------- | ------- | --- | --- | --- | --- | ------ |
| 1979 | Team Ensign | Ensign N179 | Cosworth V8 | ARG | BRA | RSA | USW | ESP | BEL | MON | FRA DNQ | GBR 13 | GER DNQ | AUT DNF | NED DNQ | ITA | CAN | USA | 31. | 0      |

| Legende  | Legende            | Legende                                                          |
| Farbe    | Abkürzung          | Bedeutung                                                        |
| -------- | ------------------ | ---------------------------------------------------------------- |
| Gold     | –                  | Sieg                                                             |
| Silber   | –                  | 2. Platz                                                         |
| Bronze   | –                  | 3. Platz                                                         |
| Grün     | –                  | Platzierung in den Punkten                                       |
| Blau     | –                  | Klassifiziert außerhalb der Punkteränge                          |
| Violett  | DNF                | Rennen nicht beendet (did not finish)                            |
| Violett  | NC                 | nicht klassifiziert (not classified)                             |
| Rot      | DNQ                | nicht qualifiziert (did not qualify)                             |
| Rot      | DNPQ               | in Vorqualifikation gescheitert (did not pre-qualify)            |
| Schwarz  | DSQ                | disqualifiziert (disqualified)                                   |
| Weiß     | DNS                | nicht am Start (did not start)                                   |
| Weiß     | WD                 | zurückgezogen (withdrawn)                                        |
| Hellblau | PO                 | nur am Training teilgenommen (practiced only)                    |
| Hellblau | TD                 | Freitags-Testfahrer (test driver)                                |
| ohne     | DNP                | nicht am Training teilgenommen (did not practice)                |
| ohne     | INJ                | verletzt oder krank (injured)                                    |
| ohne     | EX                 | ausgeschlossen (excluded)                                        |
| ohne     | DNA                | nicht erschienen (did not arrive)                                |
| ohne     | C                  | Rennen abgesagt (cancelled)                                      |
| ohne     | keine WM-Teilnahme |                                                                  |
| sonstige | P/fett             | Pole-Position                                                    |
| sonstige | 1/2/3/4/5/6/7/8    | Punktplatzierung im Sprint-/Qualifikationsrennen                 |
| sonstige | SR/kursiv          | Schnellste Rennrunde                                             |
| sonstige | *                  | nicht im Ziel, aufgrund der zurückgelegten Distanz aber gewertet |
| sonstige | ()                 | Streichresultate                                                 |
| sonstige | unterstrichen      | Führender in der Gesamtwertung                                   |

### Le-Mans-Ergebnisse
| Jahr | Team                   | Fahrzeug   | Teamkollege       | Teamkollege       | Platzierung | Ausfallgrund       |
| ---- | ---------------------- | ---------- | ----------------- | ----------------- | ----------- | ------------------ |
| 1980 | André Chevalley Racing | ACR 80     | François Trisconi | André Chevalley   | Ausfall     | Aufhängung         |
| 1981 | André Chevalley Racing | ACR 80B    | Bruno Sotty       | André Chevalley   | Ausfall     | Kupplungsschaden   |
| 1983 | Porsche Kremer Racing  | Kremer CK5 | Derek Warwick     | Frank Jelinski    | Ausfall     | Zylinder überhitzt |
| 1985 | WM Peugeot             | WM P83B    | Pascal Pessiot    | Dominique Fornage | Ausfall     | Disqualifiziert    |